# Dietzel-Geba-Stein
Der Dietzel-Geba-Stein, auch Hessenstein oder einfach Stein 16, ist ein Dreiherrenstein am Rennsteig. Stein 16 aus dem Jahr 1734 wurde nach seiner Nummerierung benannt. Auf den drei Seiten sind die Initialen »SG« für Sachsen-Gotha, »H« für Hessen und »S« für Sachsen eingemeißelt. Er ist eine Kreuzung zwischen Wanderwegen von Oberhof nach Zella-Mehlis und vom Rondell (Oberhof) zum Grenzadler Oberhof.

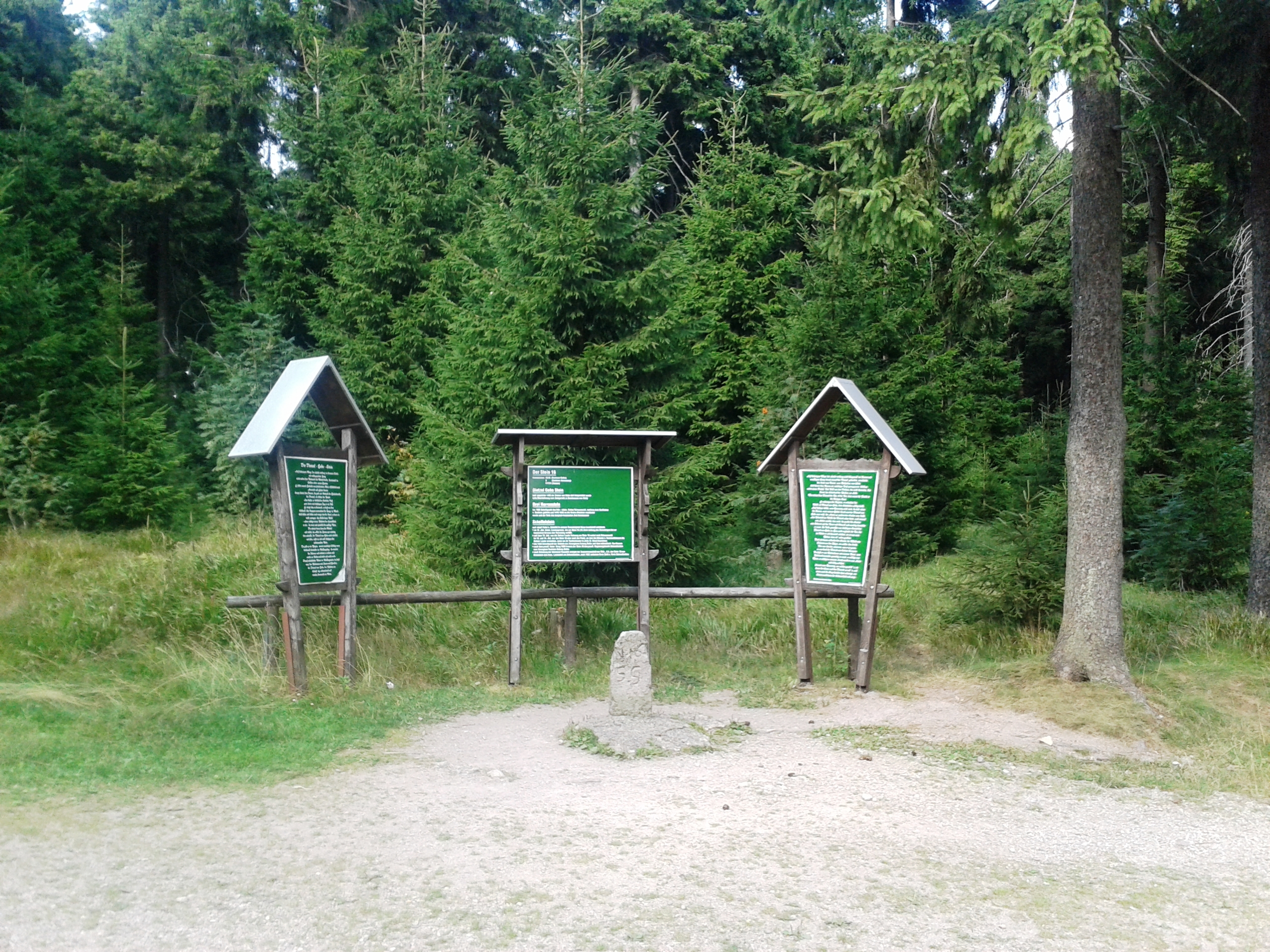
Stein 16

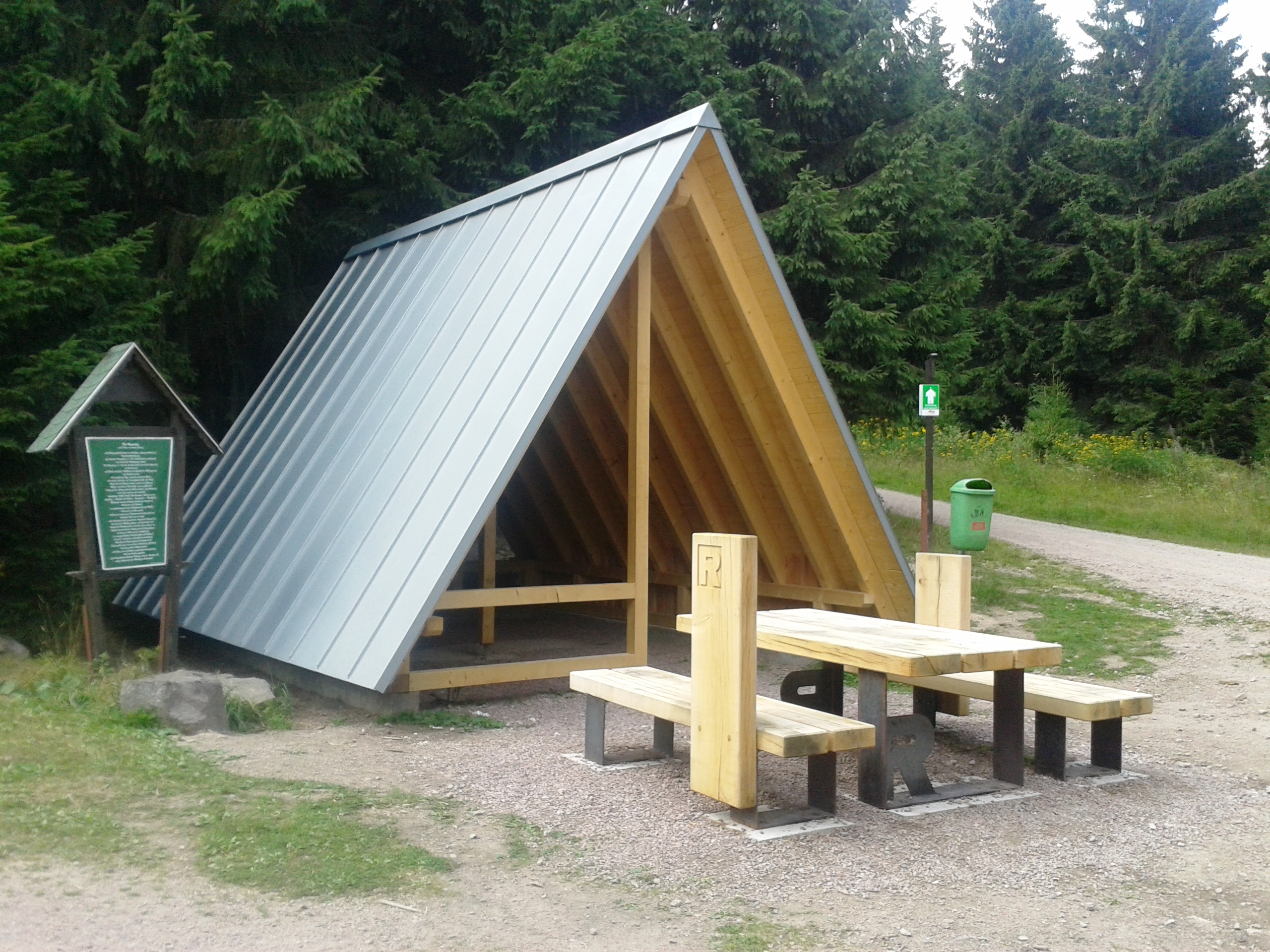
Stein 16, Schutzhütte

## Geschichte
Es wird vermutet, dass Victor von Scheffel diesen Stein in seinem Rennsteiggedicht erwähnt. Der Stein 16 galt lange Zeit als vermisst und wurde erst nach Fund am 18. Mai 1994 feierlich aufgestellt. Vom Rondell bei Oberhof ist er 900 Meter entfernt.
Der Name Dietzel-Geba-Stein geht auf einen überlieferten Gerichtsfall aus dem 15. Jahrhundert zurück:
„Ein Denkstein von solcher Beschaffenheit und an einem früher selten begangenem Wege muß etwas Bedeutsames zu besagen gehabt haben. Wahrscheinlich hat sich an jener Stelle eine in der That denkwürdige Begebenheit zugetragen: die Hinrichtung des Dietzel von Geba, welcher im oder ums Jahr 1498 auf der Leube Weinfuhrleute mörderisch überfiel, in Mehlis ergriffen und sodann auf Vereinbarung der damals dort oben zusammengrenzenden drei Herren an der Leube und Rennsteig unter großem Gepränge mit dem Schwerte geköpft wurde.“